# Xã Osco, Quận Henry, Illinois
Xã Osco (tiếng Anh: Osco Township) là một xã thuộc quận Henry, tiểu bang Illinois, Hoa Kỳ. Năm 2010, dân số của xã này là 459 người.